# هجوم بيلغورود 2022
هجوم بيلغورود 2022 هو هجومٌ مسلّحٌ حصلَ في الخامس عشر من تشرين الأول/أكتوبر 2022 حينما استهدفَ مهاجمانِ ساحة تدريب عسكريّة بالقربِ من منطقة سولوتي في مقاطعة فالويسكي، أوبلاست بيلغورود، روسيا. أسفرَ الهجوم عن مقتلِ 11 شخصًا على الأقل وإصابة 15 آخرين.

## الهجوم
بدأَ الهجوم عندما فتح جنديان من دولة تابعة لرابطة الدول المستقلة النار على أفراد وحدة تدريب عسكريّة روسية في أحد ساحات مدينة بيلغورود في روسيا. تسبَّبَ هذا الهجوم في مقتلِ 11 شخصًا وإصابة 15 آخرين، كما قُتل المهاجمانِ بنيران الجنود في الوحدة المُستهدَفة. وقع الهجومُ تحددًا في ساحة تدريب عسكرية، وبحسبِ الموقع الإخباري الروسي ريدوفكا (بالروسية: Ри́довка) فإنّ معظم الجنود الذين قُتلوا خلال الهجوم من المتطوّعين وكانوا يستعدون للنقلِ نحو أوكرانيا للمشاركة في الغزو الروسي. كان الجنود المُستهدفون في الوحدة يتدربون على طُرق التعامل معَ الحرائق عندما وقع إطلاق النار الجماعي بحسبِ المصادر الروسيّة، لكنّ وكالة أسوشيتيد برس ذكرت أن إطلاق النار حدث خلال خلالَ تدرّب الجنود على الرماية.
نشرت وزارة الدفاع الروسية بيانًا ممّا جاء فيه: